# Вільям Райт (сходознавець)

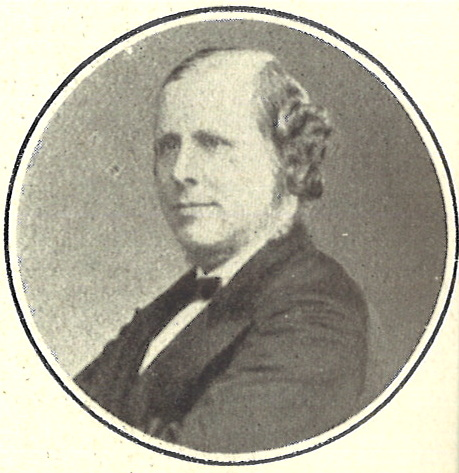
Вільям Райт

Вільям Райт (17 січня 1830 — 22 травня 1889) — відомий англійський сходознавець і професор арабської мови в Кембриджському університеті. Багато його праць із сирійської літератури все ще друкуються та мають значну наукову цінність, особливо каталоги фондів Британської бібліотеки та Бібліотеки Кембриджського університету. Граматика арабської мови, яку часто називають просто Граматикою Райта, продовжує залишатися популярною книгою серед студентів, які вивчають арабську мову. Райт також відомий своєю Короткою історією сирійської літератури.

## Життєпис

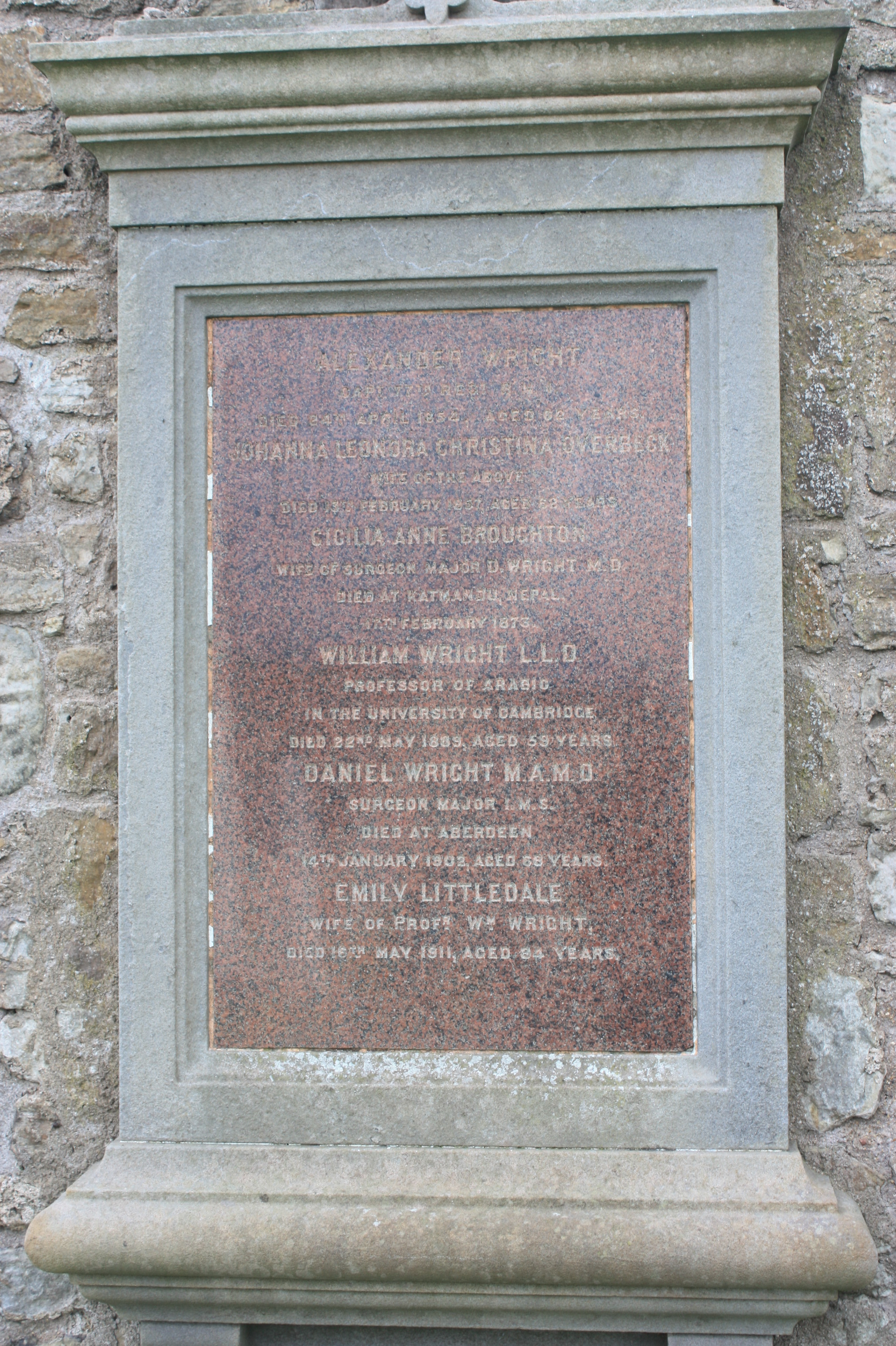
Могила професора Вільяма Райта, цвинтар собору Святого Ендрюса

Райт народився в Бенгалії в сім'ї Олександра Райта та Йоганни Леонори Крістіни Овербік, доньки останнього жителя голландської Бенгалії Даніеля Ентоні Овербіка. Він здобув освіту в Університеті Сент-Ендрюса в Галле та Лейдені. Він був професором арабської мови в Університетському коледжі Лондона з 1855 по 1856 рік і професором арабської мови в Трініті-коледжі в Дубліні з 1856 по 1861 рік.
З 1861 по 1869 рік він був помічником у відділі рукописів Британського музею, а з 1869 по 1870 рік помічником хранителя в музеї. У 1870 році його призначили професором арабської мови сера Томаса Адамса в Кембриджському університеті, і він працював там до своєї смерті в 1889 році.
Після смерті його повернули в Сент-Ендрюс для поховання. Його могила лежить біля східної стіни церковного подвір'я Собору Сент-Ендрюс, що виходить на Східне кладовище.

## Праці
Його ранні публікації сирійського матеріалу з'явилися в Journal of Sacred Literature у 1860-х роках. Вони включали публікацію сирійського тексту Стародавньої сирійської мартирологиї в жовтневому номері 1865 року.
Потім він публікував тексти та переклади різних творів, перелічених нижче. Він також переклав і відредагував «Граматику арабської мови» Каспарі (2 томи, Лондон, 1859–62); зібрав і відредагував Opuscula Arabica (Лейден, 1859).
Його головне досягнення — каталогізатор рукописних колекцій. Багаті сирійські фонди Британського музею (тепер у Британській бібліотеці) були в основному отримані в 1840-х роках з монастиря Дейр-аль-Сіріані в Нітрійській пустелі в Єгипті та містили велику кількість раніше невідомих текстів. Каталог Райта включав уривки з неопублікованих текстів і все ще є цінним довідником навіть сьогодні. Він також склав такий же цінний каталог колекції бібліотеки Кембриджського університету. Рукописи цієї колекції надійшли переважно від англіканських місіонерів, що базувалися в Урмії.
Його «Коротка історія сирійської літератури» спочатку була написана як стаття в енциклопедії, тому не має відповідних підрозділів. Вона була перевидана після його смерті у вигляді книги і залишилася основним посібником для тих, хто вивчає сирійську мову. Матеріали в ньому походять з різних джерел, але більша частина з Chronicum Ecclesiasticum з Bar Hebraeus, англійського перекладу якого не існує.
Бібліографію його роботи можна знайти в Р. Л. Беналі в Journal of the Royal Asiatic Society, 1889, стор. 708 тощо. Також є запис у Національному біографічному словнику.

## Публікації
- Книга Йони в чотирьох семітських версіях: халдейська, сирійська, ефіопська та арабська. Лондон, (1857).
- Внески до апокрифічної літератури Нового Завіту / зібрані та відредаговані з сирійських рукописів у Британському музеї, з англійським перекладом і примітками, В. Райтом, (1865).
- Відхід моєї леді Марії з цього світу / відредаговано з двох сирійських MSS, у Британському музеї та переклад В. Райта. (1865) (Журнал священної літератури та біблійних записів за січень і квітень 1865 р.).
- Проповіді Афраата, перського мудреця / [від] Афраата, перського мудреця. (1869) Лише сирійський текст.
- Граматика арабської мови (Лондон), Simon Wallenberg Press, Vol-1 & Vol-2ISBN 1-84356-028-3.
- Каталог сирійських рукописів у Британському музеї, придбаних з 1838 року (1870), 3 томи: том. 1, вип. 2, том. 3.
- Апокрифічні Діяння Апостолів / відредаговано на основі сирійських рукописів у Британському музеї та інших бібліотеках Вільямом Райтом (1871). У 2 томах, сирійською та англійською мовами.
- Фрагменти Куртонських Євангелій [сирійською мовою] / ред. В. Райта.(1872).
- Фрагменти проповіді Кирила Олександрійського на Євангеліє від св. Луки (1874).
- Хроніка Ісуса Навина Столпника: складено сирійською мовою в 507 році нашої ери. З перекладом англійською мовою та примітками В. Райта (1882).
- С. Ігнатія. Перероблені тексти зі вступами, примітками, дисертаціями та перекладами. гр., лат., англ. Сирійські залишки св. Ігнатія (1885).
- Деякі апокрифічні псалми сирійською мовою. Праці Товариства біблійної археології, червень 1887 р.
- Книга Каліла і Дімна / перекладено з арабської на сирійську (1884) Лише сирійською.
- Лекції з порівняльної граматики семітських мов (Кембридж, 1890)* Коротка історія сирійської літератури (1894).
- Epistolae Pilati et Herodis Graece. (Переклад В. Райта сирійської версії) грецькою і англійською (1897).
- Церковна історія Євсевія сирійською мовою/ відредагована за рукописами Вільяма Райта та Нормана Макліна, зі звіркою давньої вірменської версії Адальбертом Мерксом ; переклад з грецької CFCrusé (1898). Лише сирійський текст.
- Каталог сирійських рукописів, що зберігаються в бібліотеці Кембриджського університету. Вільям Райт і Стенлі Артур Кук (1901).